# Oxyeleotris
Genre
Oxyeleotris est un genre de poissons téléostéens de la famille des Eleotridae (ordre des Gobiiformes) et dont la répartition est principalement restreinte à l'Australie et à la Nouvelle-Guinée même si quelques espèces (O. marmorata, O. siamensis, O. urophthalmoides et O. urophthalmus) peuvent aussi être trouvées en Asie du Sud-Est.

## Étymologie
Le nom générique, Oxyeleotris, dérive du grec ancien ὀξύς, oxýs, « pointu », qui se réfère sans doute à la tête du l'espèce type, Oxyeleotris marmorata, et de eleotris, qui fait référence au genre Eleotris présumé à l'époque proche de ce nouveau genre.

## Taxonomie
De nombreuses espèces du genre Oxyeleotris  ont longtemps été décrites comme des Eleotris du fait des difficultés des chercheurs australiens à se fournir en ouvrages taxonomiques.

## Liste d'espèces
Il existe actuellement 18 espèces reconnues dans ce genre. Ce sont les suivantes:
- Oxyeleotris altipinna G. R. Allen & Renyaan, 1996
- Oxyeleotris aruensis (M. C. W. Weber, 1911)
- Oxyeleotris caeca G. R. Allen, 1996
- Oxyeleotris colasi Pouyaud et al., 2013[3]
- Oxyeleotris fimbriata (M. C. W. Weber, 1907) (Goujon fimbriate)[4]
- Oxyeleotris herwerdenii (M. C. W. Weber, 1910)
- Oxyeleotris heterodon (M. C. W. Weber, 1907)
- Oxyeleotris lineolata (Steindachner, 1867)
- Oxyeleotris marmorata (Bleeker, 1852)
- Oxyeleotris nullipora T. R. Roberts, 1978
- Oxyeleotris paucipora T. R. Roberts, 1978
- Oxyeleotris selheimi (W. J. Macleay, 1884)
- Oxyeleotris siamensis (Günther, 1861)
- Oxyeleotris stagnicola G. R. Allen, Hortle & Renyaan, 2000
- Oxyeleotris urophthalmoides (Bleeker, 1853)
- Oxyeleotris urophthalmus (Bleeker, 1851)
- Oxyeleotris wisselensis G. R. Allen & Boeseman, 1982